# Rutas de América 2022
La 50.ª edición de Rutas de América, se disputó desde el 25 de febrero hasta el 6 de marzo de 2022.
El recorrido fue de 1 prólogo y 9 etapas siendo la 7.ª con doble sector (el segundo tramo una contrarreloj), para totalizar 1257,9 km.
El ganador fue Jorge Giacinti del Club Ciclista Cerro Largo quién además ganó el prólogo y la contrarreloj. Lo acompañaron en el podio su compañero de equipo Agustín Moreira y Roderyck Asconeguy del Club Ciclista Ciudad del Plata.

## Equipos participantes
Tomaron parte en la carrera 28 equipos. Veintisiete uruguayos y un equipo brasileño, totalizando 148 corredores inscriptos. 

## Etapas
| Etapa   | Fecha         | Recorrido                             | km         | Ganador                          | Líder          |
| Prólogo | 25 de febrero | Montevideo                            | 3          | Jorge Giacinti                   | Jorge Giacinti |
| 1.ª     | 26 de febrero | Fray Bentos                           | 9,3        | Unión Ciclista de Treinta y Tres | Jorge Giacinti |
| 2.ª     | 27 de febrero | Fray Bentos – José E. Rodo – Mercedes | 173,3      | Pablo Anchieri                   | Pablo Anchieri |
| 3.ª     | 28 de febrero | Mercedes – Carmelo                    | 167,9      | Diego Leonel Rodríguez           | Pablo Anchieri |
| 4.ª     | 1 de marzo    | Ombúes de Lavalle – Santa Lucía       | 177,6      | Nahuel Soares de Lima            | Pablo Anchieri |
| 5. ª    | 2 de marzo    | Canelones – Sarandi del Yi            | 195,2      | Agustín Moreira                  | Jorge Giacinti |
| 6.ª     | 3 de marzo    | Cerro Chato – Melo                    | 137,2      | Pablo Anchieri                   | Jorge Giacinti |
| 7.ª A   | 4 de marzo    | Melo – Treinta y Tres                 | 111,7      | Elvio Alborzen                   | Jorge Giacinti |
| 7.ª B   | 4 de marzo    | Treinta y Tres                        | 24,2 (CRI) | Jorge Giacinti                   | Jorge Giacinti |
| 8.ª     | 5 de marzo    | Aiguá – Rocha                         | 140,8      | Pablo Anchieri                   | Jorge Giacinti |
| 9.ª     | 6 de marzo    | Rocha – Maldonado                     | 117,7      | Elvio Alborzen                   | Jorge Giacinti |